# مقارنة بين البوذية والمسيحية
منذ وصول المبشرين المسيحيين إلى الهند في القرن الثالث عشر، ثم وصول البوذية إلى أوروبا الغربية في القرنين الثامن عشر والتاسع عشر، أصبحت هناك رؤية لأوجه تشابه بين ممارسات البوذية والمسيحية. خلال القرن العشرين أُلقي الضوء على الاختلافات بين نظامي المعتقدات هذين.

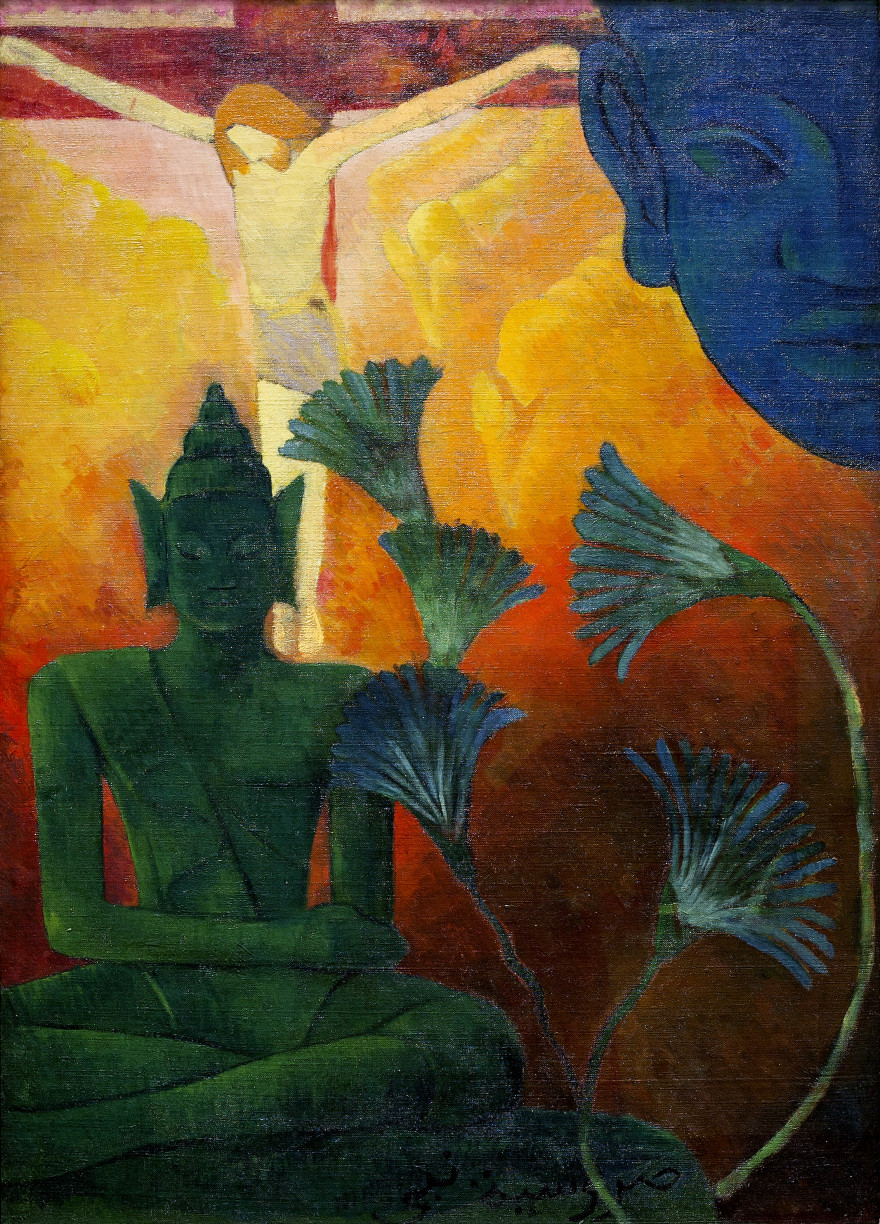

على الرغم من التشابهات السطحية غير الأكاديمية، فإن لدى البوذية والمسيحية اختلافات أساسية وجوهرية في أعمق المستويات، بدءًا من وجود التوحيد في صميم المسيحية وتوجه البوذية نحو اللاألوهية ورفضها لمفهوم الإله الخالق؛ الأمر الذي يتعارض مع تعاليم المسيحية عن الله، وصولًا إلى أهمية النعمة في المسيحية مقابل رفض التدخل في الكارما في مذهب التيرافادا، وما إلى ذلك.
تؤكد الصور الرمزية المركزية لكل من التقليدَين على الاختلاف بين هيكلَي معتقداتهما، إذ يتناقض الموت السلمي لغوتاما بوذا في شيخوخته مع الصورة القاسية لصلب يسوع كذبيحة راغبة في التكفير عن خطايا البشرية. يرى علماء البوذيين مثل ماساو آبي مركزية الصلب في المسيحية باعتبارها فجوة غير قابلة للتوفيق بين نظامي المعتقدين.
رفضت معظم الدراسات الحديثة ادعاءات سفر يسوع إلى الهند أو التبت أو التأثيرات بين تعاليم المسيحية والبوذية وذكرت أنها غير تاريخية، واعتبرت محاولات المماثلات الرمزية حالات من «الهوس بالتشبيه» الذي يبالغ في أهمية تشابهات تافهة.[بحاجة لرقم الصفحة]

## الاقتراحات الأولية للتشابه
بدأت تقارير الممارسات البوذية في الوصول إلى أوروبا الغربية بحلول القرن الثالث عشر، وأعقبت ذلك رحلات المبشرين المسيحيين مثل المبشر الإيطالي «جون من مونتيكورفينو» وبدأت التقارير الأخرى تصل في القرن السادس عشر عندما وصل المبشرون مثل القديس فرنسيس كسفاريوس إلى الشرق. في القرن التاسع عشر، بدأ بعض المؤلفين في إدراك أوجه التشابه بين الممارسات البوذية والمسيحية، ففي عام 1878 كتب توماس ديفيس أن أوائل المبشرين إلى التبت لاحظوا وجود أوجه تشابه منذ أول اتصال معروف: «فاللامية مع كهنتها الحليقين، وأجراسها ومسابحها، وصورها ومياهها المقدسة، وآبائها وأساقفتها، ورؤساء أديرتها ورهبانها من مختلف الرتب، ومواكبها وأيام أعيادها، وحجرة اعترافها ومَطهرها، وعبادتها للعذراء المزدوجة، تشبه إلى حد كبير الكنيسة الرومانية لدرجة أن المبشرين الكاثوليكيين الأوائل اعتقدوا أن ذلك تقليد من الشيطان لدين المسيح». عام 1880، قدّم إرنست دي بنسن ملاحظات مماثلة تقول إنه مع استثناء موت المسيح على الصليب، وعقيدة الغفران المسيحية، فإن أقدم السجلات البوذية تشبه التقاليد المسجلة في الأناجيل عن حياة يسوع وتعاليمه.
يدّعي مؤلف كتاب مصادر المسيح الغودامية أن الثقافة الغربية، أو المسيحية، لم تطور حتى طريقة التعابير التي ستسمح لفكرة الاستعارات من الثقافة البوذية أن تُؤخذ بعين الاعتبار. لدعم هذا الادعاء، يقتبس المؤلف كلام ماكس مولر المتحيز بوضوح من كتابه الهند، ماذا يمكن أن تعلمنا، والذي يقول: «سيكون ميلنا الطبيعي هو أن نفترض أن القصص البوذية قد استعارت من مصادرنا المسيحية لا العكس. لكن هنا يأتي ضمير الباحث. بعض هذه القصص موجودة في القانون البوذي الهيناياني، وبالتالي فهي تعود إلى ما قبل العصر المسيحي».
في عام 1904، اقترح ويليام كروك أن المسابح الوردية المسيحية قد نشأت في الهند ووصلت إلى أوروبا الغربية خلال الحملات الصليبية بنسختها الإسلامية «التسبيح». في عام 1921، كتب تشارلز إليوت، السفير البريطاني في اليابان أيضًا عن أوجه شبه واضحة بين الممارسات المسيحية ونظائرها في التقاليد البوذية، واقترح أصلًا تابعًا لكلا التقليدين. في أوائل القرن العشرين، أشار بورنيت هيلمان ستريتر إلى وجود أربعة أوجه تشابه بين تعليم بوذا الأخلاقي والموعظة على الجبل.
في أواخر القرن العشرين، كتب المؤرخ جيري إتش. بنتلي أيضًا عن أوجه تشابه، وذكر أنه من الممكن «أن تكون البوذية قد أثرت على التطور المبكر للمسيحية»، واقترح «الانتباه إلى العديد من أوجه الشبه فيما يتعلق بولادة وحياة وتعاليم وموت كل من بوذا ويسوع». رسم بعض كبار البوذيين تشابهات بين المسيح والبوذية، ففي عام 2001 ذكر الدالاي لاما أن «يسوع المسيح عاش أيضًا حيوات سابقة»، وأضاف: «إذن، كما ترى، لقد وصل إلى حالة عليا، سواء كبوديساتفا، أو كشخص متنور، من خلال الممارسة البوذية أو شيء من هذا القبيل».

## وصلات خارجية
- Dalai Lama questions on Buddhism and Christianity
- Comparison quotes from Buddhist and Christian scriptures.